# Argyrodella pusillus
Argyrodella pusillus е вид паяк от семейство Theridiidae. Видът е световно застрашен, със статут Уязвим.

## Разпространение
Разпространен е в Сейшели.

## Описание
Популацията на вида е стабилна.